# Svi festivali
Svi festivali je drugi studijski album hrvatskog pjevača Alena Vitasovića koji sadrži 12 pjesama. Objavljen je 1995. godine.

## Pjesme
1. "Nisi više mala"
2. "Po ud mene"
3. "Bura"
4. "Samo Bog te moga učiniti"
5. "Ko mi rečeš da"
6. "Samo za nju"
7. "Vrime ud zime"
8. "Ča je"
9. "Uzmi me"
10. "Ne moren bež nje"
11. "Sandra"
12. "Jenu noć"